# الجبهة الشعبية للعمال والفلاحين والطلاب
الجبهة الشعبية للعمال والفلاحين والطلاب (بالإسبانية: Frente Obrero Campesino Estudiantil y Popular)‏ هو حزب سياسي في بيرو. تأسس كجبهة واسعة في عام 1977 من قبل مجموعة حول جينارو ليديسما إزكويتا وحزب العمال الاشتراكي والحزب الشيوعي البيروفي (العلم الأحمر) وحزب العمال الثوري الماركسي. شاركت الجبهة في انتخابات عام 1978. تحولت الجبهة لاحقًا إلى حزب، ولكن فقط مع المجموعة المحيطة بليديسما. شارك في انتخابات 1980 وحدها، وعلى قوائم اليسار المتحد في عامي 1985 و1990. وحافظ على علاقات جيدة مع حزب العمال الكوري في كوريا الديمقراطية ووقع على إعلان بيونغ يانغ لعام 1992.